# Etat (praca)
Etat – stała posada na stanowisku przewidzianym w planie etatów i z wynagrodzeniem według taryfikatora instytucji zatrudniającej. 
Praca w maksymalnym wymiarze czasu dopuszczonym prawem pracy i regulaminem instytucji to „pełny etat”. Prawo dopuszcza zatrudnienie w niepełnym wymiarze czasu pracy, czyli na „część etatu”, przy czym ta część, oznaczana zwyczajowo ułamkiem naturalnym, może być dowolnie ustalona w umowie o pracę. Zabronione prawem jest zatrudnienie u jednego pracodawcy na więcej niż cały etat, dopuszczone jest jednak zatrudnienie u kilku pracodawców tak, że suma etatów przekroczy jedność.
Etat może „wakować”, czyli pozostawać wolny, etat można również „obsadzić”, czyli zatrudnić na nim, zaangażować pracownika. Etaty można „zamrozić”, czyli uniemożliwić ich zajęcie, „skompresować”, czyli ograniczyć ich liczbę. Ustalanie liczby etatów (w instytucji) oraz wysokości wynagrodzenia to etatyzacja.